# Sonipat
Sonipat là một thành phố và là nơi đặt hội đồng đô thị (municipal council) của quận Sonipat thuộc bang Haryana, Ấn Độ.

## Địa lý
Sonipat có vị trí 28°59′B 77°01′Đ / 28,98°B 77,02°Đ Nó có độ cao trung bình là 220 mét (721 feet).

## Nhân khẩu
Theo điều tra dân số năm 2001 của Ấn Độ, Sonipat có dân số 216.213 người. Phái nam chiếm 54% tổng số dân và phái nữ chiếm 46%. Sonipat có tỷ lệ 72% biết đọc biết viết, cao hơn tỷ lệ trung bình toàn quốc là 59,5%: tỷ lệ cho phái nam là 77%, và tỷ lệ cho phái nữ là 66%. Tại Sonipat, 13% dân số nhỏ hơn 6 tuổi.